# AutoCAD
AutoCAD è un programma di disegno tecnico assistito dal computer ideato nel 1982 dalla software house statunitense Autodesk.
Si tratta del primo prodotto CAD per personal computer, nonché uno dei più longevi marchi di software al 2025 ancora in commercio; a tale data è giunto inoltre alla sua trentaquattresima versione in 42 anni di presenza sul mercato.

## Introduzione

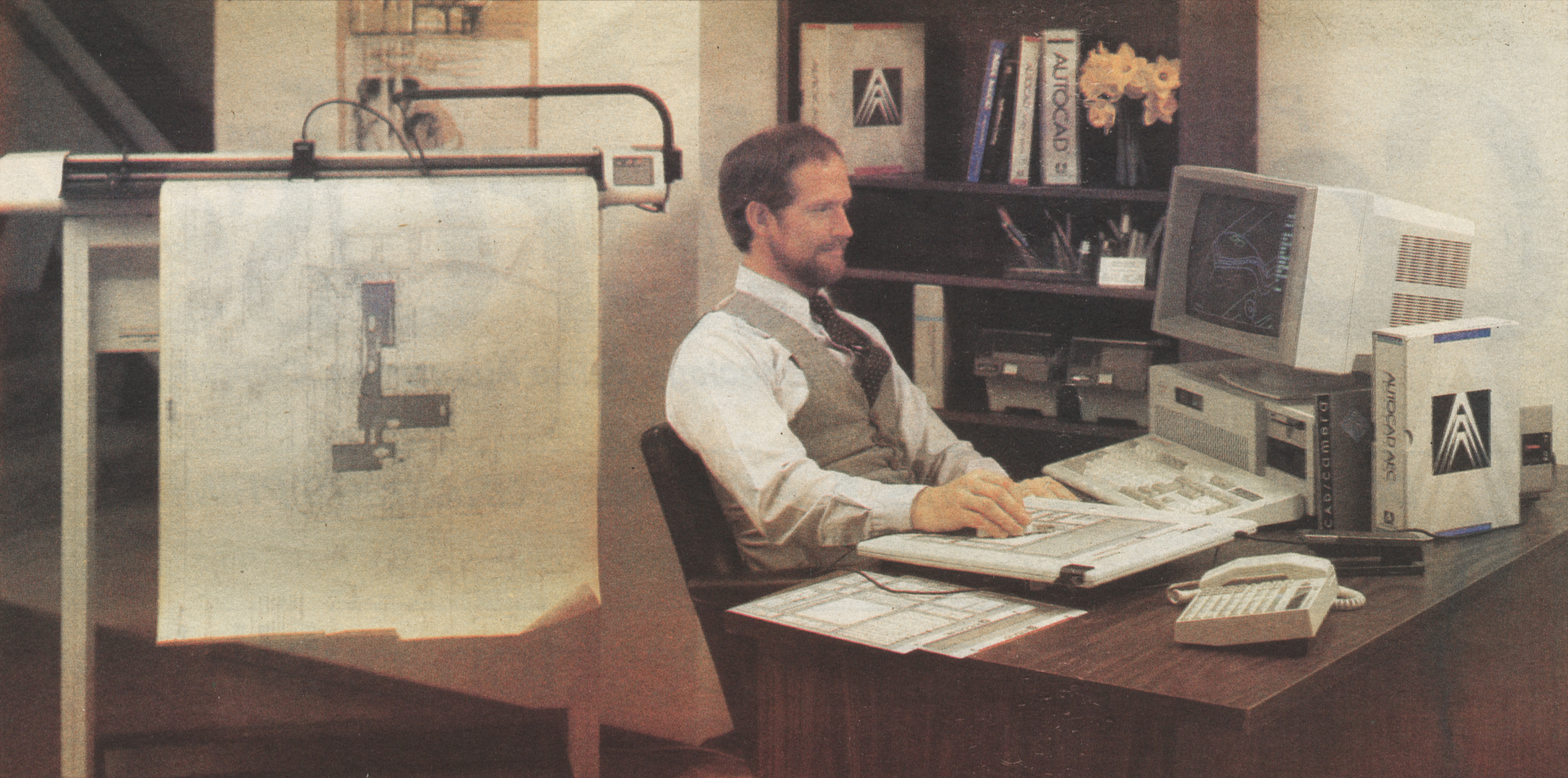
Un uomo usa AutoCAD 2.6 per digitalizzare un disegno di un edificio scolastico.

AutoCAD è stato derivato da un programma iniziato nel 1977 e poi pubblicato nel 1979 chiamato Interact CAD,, indicato anche nei primi documenti di Autodesk come MicroCAD, scritto prima della formazione di Autodesk (allora Marinchip Software Partners) da Michael Riddle, uno dei cofondatori di Autodesk.
La prima versione di Autodesk è stata dimostrata alla Comdex del 1982 e rilasciata nel dicembre dello stesso anno. AutoCAD supportava computer CP/M-80. Come prodotto di punta di Autodesk, nel marzo 1986 AutoCAD era diventato il programma CAD più diffuso al mondo. Il rilascio del 2022 ha segnato la 36ª versione principale di AutoCAD per Windows e il 12º anno consecutivo di AutoCAD per Mac. Il formato di file nativo di AutoCAD è .dwg. Questo e, in misura minore, il suo formato di file di interscambio DXF, sono diventati di fatto, seppur proprietari, standard per l'interoperabilità dei dati CAD, in particolare per lo scambio di disegni 2D. AutoCAD ha incluso il supporto per il formato .dwf, un formato sviluppato e promosso da Autodesk, per la pubblicazione di dati CAD.

## Destinazione di utilizzo
AutoCAD trova la sua massima utilizzazione come supporto alla produzione di disegni bi- e tridimensionali in ambito ingegneristico, architettonico, meccanico ed elettrotecnico.

## Output
Il documento prodotto è vettoriale, il che ne permette la scalabilità senza perdita di risoluzione.
I documenti prodotti con AutoCAD sono nativi in formato proprietario DWG (contrazione di drawing, disegno); ne è permessa tuttavia l'esportazione in formati di interscambio quali il DXF (acronimo di Drawing eXchange Format, formato di interscambio disegni), WMF (Windows Metafile), DWF (Design Web Format) e, attraverso una stampa virtuale, il PLT (linguaggio interno dei plotter Hewlett-Packard).

## Gli strumenti

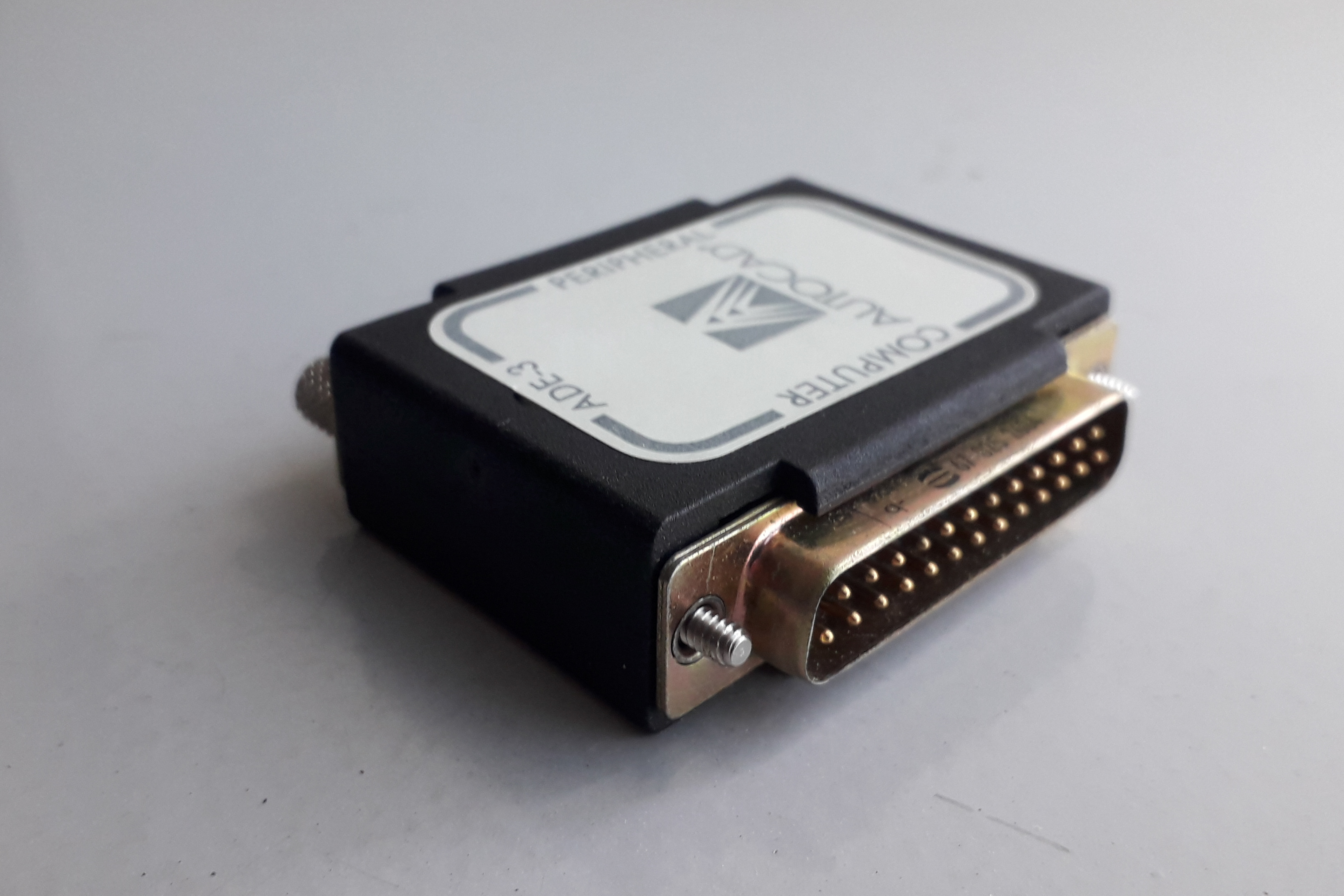
Chiave hardware di protezione del 1990 per porta parallela per evitare usi multipli di una singola copia di AutoCAD

AutoCAD viene visualizzato in una finestra con le barre degli strumenti ai lati le quali offrono scorciatoie per l'esecuzione di comandi che altrimenti possono essere digitati nello spazio testuale (normalmente sotto la finestra in cui si disegna). La finestra del disegno può essere divisa in più parti a seconda delle preferenze dell'utente, in ciascuna può essere visualizzata una parte diversa del disegno. Nella versione completa di AutoCAD (non in AutoCAD LT) è possibile realizzare disegni anche in tre dimensioni e visualizzarli con punti di vista specificabili dall'utente.
Le entità creabili possono essere sia dei solidi (ovvero entità 3d "piene") che delle superfici, aperte o chiuse, oltre ad altre entità tridimensionali più semplici come linee 3d e singole facce definite da 4 vertici; con l'uscita della versione 2007, AutoCAD ha decisamente migliorato questa sezione, storicamente considerata uno dei suoi punti deboli, anche se nel frattempo si sono sviluppati, sia da parte di Autodesk che di altre società, CAD specifici per la progettazione 3D.
La versione completa permette di utilizzare un linguaggio di programmazione per creare nuovi comandi o applicativi completi. Nelle prime versioni l'unico linguaggio utilizzabile era AutoLISP, una versione adattata ad Autocad del linguaggio Lisp. Successivamente la scelta si è ampliata, è possibile personalizzare AutoCAD anche utilizzando il Visual Basic e Active X, .NET e ObjectARX.
Come altri software di grafica vettoriale il programma consente il rendering (o fotorealismo). È possibile creare oggetti arbitrariamente complicati con accanto più sorgenti luminose e, assegnando dei materiali alle diverse superfici, il motore di rendering calcola le ombre, le riflessioni e le trasparenze degli oggetti disegnati generando immagini atte a simulare l'aspetto reale degli oggetti e delle scene progettate.

## Versioni
Autodesk, dalla versione 2000 di AutoCAD, distribuisce le nuove versioni a cadenza annuale e il formato DWG viene variato mediamente ogni 3 versioni, rendendole incompatibile verso l'alto, ma non verso il basso: ciò significa che le versioni più recenti possono aprire i file delle versioni precedenti, ma non viceversa.
AutoCAD è localizzato in italiano.
La versione più recente è AutoCAD 2025.
Esistono anche versioni dedicate, ad esempio AutoCAD Architecture per la progettazione architettonica, AutoCAD Mechanical per la progettazione meccanica e AutoCAD Map 3D per la progettazione territoriale, e i relativi software indicati per i diversi tipi di progettazione in 3D. È importante sottolineare che, dal sito della Autodesk Education Community, è possibile scaricare gratuitamente l'ultima versione di AutoCAD, con licenza studente e quindi gratuita, ma non utilizzabile per scopi commerciali.

## Cronologia delle versioni
| Nome                | Versione | Distrib. | Data di distribuzione | Commenti |
| ------------------- | -------- | -------- | --------------------- | --- |
| AutoCAD Version 1.0 | 1.0      | 1        | dicembre 1982         | Introduzione del formato DWG R1.0. |
| AutoCAD Version 1.2 | 1.2      | 2        | aprile 1983           | Introduzione del formato DWG R1.2. |
| AutoCAD Version 1.3 | 1.3      | 3        | agosto 1983           | Introduzione del formato DWG R1.3. |
| AutoCAD Version 1.4 | 1.4      | 4        | ottobre 1983          | Introduzione del formato DWG R1.4. |
| AutoCAD Version 2.0 | 2.0      | 5        | ottobre 1984          | Introduzione del formato DWG R2.05. |
| AutoCAD Version 2.1 | 2.1      | 6        | maggio 1985           | Introduzione del formato DWG R2.1. |
| AutoCAD Version 2.5 | 2.5      | 7        | giugno 1986           | Introduzione del formato DWG R2.5. |
| AutoCAD Version 2.6 | 2.6      | 8        | aprile 1987           | Introduzione del formato DWG R2.6. Ultima versione funzionante su pc senza coprocessore matematico. |
| AutoCAD Release 9   | 9.0      | 9        | settembre 1987        | Introduzione del formato DWG R9. |
| AutoCAD Release 10  | 10.0     | 10       | ottobre 1988          | Introduzione del formato DWG R10. |
| AutoCAD Release 11  | 11.0     | 11       | ottobre 1990          | Introduzione del formato DWG R11. Prima versione che introduce il disegno in 3D. Per la modellazione solida viene introdotta l'estensione AME (Advanced Modelling Extension) in sostituzione del precedente AutoSOLID, che era invece un prodotto a sé stante di difficile integrazione.                                                                                                 |
| AutoCAD Release 12  | 12.0     | 12       | giugno 1992           | Introduzione del formato DWG R11/R12. Ultima versione per Mac OS (System 7) fino al 2010. Prima versione uscita anche nativamente per Windows 3.1 (la versione 11 si poteva utilizzare limitatamente su Windows tramite l'estensione AWE - AutoCAD Windows Extension). Introduzione della versione AutoCAD LT, più leggera ed economica.                                                 |
| AutoCAD Release 13  | 13.0     | 13       | novembre 1994         | Introduzione del formato DWG R13. Ultima versione per Unix, MS-DOS e Windows 3.11. Viene introdotta la prima versione per Windows 95, la 13c4. |
| AutoCAD Release 14  | 14.0     | 14       | febbraio 1997         | Introduzione del formato DWG R14. Si passa alla filosofia Object Based, ossia gli oggetti di AutoCAD sono manipolabili dall'esterno con qualsiasi linguaggio compatibile con VBA. |
| AutoCAD 2000        | 15.0     | 15       | marzo 1999            | Introduzione del formato DWG 2000. |
| AutoCAD 2000i       | 15.1     | 16       | luglio 2000           | |
| AutoCAD 2002        | 15.6     | 17       | giugno 2001           | |
| AutoCAD 2004        | 16.0     | 18       | marzo 2003            | Introduzione del formato DWG 2004. |
| AutoCAD 2005        | 16.1     | 19       | marzo 2004            | |
| AutoCAD 2006        | 16.2     | 20       | marzo 2005            | Introduzione dei blocchi dinamici. |
| AutoCAD 2007        | 17.0     | 21       | marzo 2006            | Introduzione del formato DWG 2007. |
| AutoCAD 2008        | 17.1     | 22       | marzo 2007            | Introduzione delle quote annotative. Prima versione disponibile per le versioni x86-64 di Windows XP e Vista. |
| AutoCAD 2009        | 17.2     | 23       | marzo 2008            | Introduzione dell'interfaccia utente a Ribbon come in Microsoft Office 2007. |
| AutoCAD 2010        | 18.0     | 24       | 24 marzo 2009         | Introduzione del formato DWG 2010. Introduzione di comandi parametrici e modellazione solida basata su Mesh poligonale in 3D. Entrambe le versioni a 32 e 64 bit di AutoCAD 2010 e AutoCAD LT 2010 sono compatibili e supportate da Microsoft Windows 7. |
| AutoCAD 2011        | 18.1     | 25       | 25 marzo 2010         | Introduzione della modellazione e analisi delle superfici, e della trasparenza degli oggetti. Il 15 ottobre 2010 è stato rilasciato AutoCAD 2011 per macOS. |
| AutoCAD 2012        | 18.2     | 26       | 22 marzo 2011         | Migliorata la trasformazione in 2D - nel layout - di un oggetto 3D, migliorato il comando SERIE che diventa dinamico (spostando il mouse si può vedere, in anteprima, lo sviluppo degli oggetti); migliorato l'input dinamico, cambiamenti nell'interfaccia grafica, miglioramenti della riga di comando.                                                                                |
| AutoCAD 2013        | 19.0     | 27       | 27 marzo 2012         | Introduzione del formato DWG 2013. La riga di comando è stata rivista con la possibilità di cliccare con il mouse il comando desiderato, vista di sezione e di dettaglio; strumento PremiTrascina sensibile al contesto; importazione dei file di Inventor; Connettività Autodesk 360.                                                                                                   |
| AutoCAD 2014        | 19.1     | 28       | 26 marzo 2013         | Nuovi strumenti di condivisione delle progettazioni sui social network attraverso i feed di progettazione. Introduzione delle Live Map che consentono la connessione del progetto con gli ambienti del mondo reale. Le schede file consentono di passare più velocemente da un disegno aperto all'altro. Numerosi miglioramenti in termini di prestazioni e supporto nativo a Windows 8. |
| AutoCAD 2015        | 20.0     | 29       | 27 marzo 2014         | Nuova scheda, individuazione strumenti; tema scuro; raccolta barra multifunzione; grafica migliorata; selezione con lazo; anteprima del comando; viewport ridimensionabili per spazio modello. Aggiunto il supporto a Windows 8.1 e abbandonato il supporto per Windows XP. |
| AutoCAD 2016        | 20.1     | 30       | 26 marzo 2015         | Migliore condivisione del lavoro grazie alla tecnologia TrustedDWG™. Nuovo motore di render, nuova pagina TAB e accesso al disegno direttamente dal Ribbon. Migliorato il sistema cloud e l'esportazione in PDF e aggiunta la previsualizzazione dei comandi maggiormente utilizzati. |
| AutoCAD 2017        | 21.0     | 31       | 21 marzo 2016         | Importazione di PDF. |
| AutoCAD 2018        | 22.0     | 32       | 21 marzo 2017         | Introduzione del formato DWG 2018. |
| AutoCAD 2019        | 23.0     | 33       | 22 marzo 2018         | Set di strumenti specializzati (elettrici, architetturali, MEP, ecc.) con un AutoCAD, viste condivise, confronto DWG, salvataggio in AutoCAD Web & Mobile |
| AutoCAD 2020        | 23.1     | 34       | 27 marzo 2019         | Nuovo tema scuro, misurazioni rapide, tavolozza dei blocchi, integrazione con Microsoft OneDrive e Box (sito web), supporto interrotto per Windows a 32 bit. |
| AutoCAD 2021        | 24.0     | 33       | 25 marzo 2020         | Cronologia disegni, confronto Xref, integrazione con Google Drive, attivazione offline rimossa |
| AutoCAD 2022        | 24.1     | 33       | 23 marzo 2021         | Conteggio, condividi, traccia, finestre mobili, condividi in BIM 360 o Autodesk Docs |
| AutoCAD 2023        | 24.2     | 37       | 28 marzo 2022         | Conteggio, condividi, tracciare Markup Import e Markup Assist con riconoscimento del testo, grafica 3D migliorata |
| AutoCAD 2024        | 24.3     | 38       | 27 marzo 2023         | |
| AutoCAD 2025        | 25.0     | 39       | 26 marzo 2024         | ObjectArx .Net plugin modello cambiato in .Net Framework a .Net Core |
| AutoCAD 2026        | 25.1     | 40       | 25 marzo 2025         | |